# Lluçars
Lluçars es una localidad española del municipio leridano de Vilanova de Meyá, en la comunidad autónoma de Cataluña.

## Historia
A mediados del siglo XIX, el conjunto de los pueblos de Lluçars, Torrech y Boada, que formaban parte del municipio de la Baronia de la Vansa, tenía una población de 53 habitantes. La localidad aparece descrita en el décimo volumen del Diccionario geográfico-estadístico-histórico de España y sus posesiones de Ultramar de Pascual Madoz de la siguiente manera: 

LLUSAS: l. en la prov. de Lérida (10 leg.), part. jud. de Balaguer (6), aud. terr. y c. g. de Barcelona (24), dióc. de Seo de Urgel (12): forma ayunt. con los de Torrech y Boada, de que es cab., constituyendo entre los 3 la baronía de Labausa: está sit. en un pequeño llano á la proximidad del arroyo de Torrech, combatido de los vientos del N. y E.; su clima es templado y propenso á las tercianas gástrico-biliosas y catarros. Se compone de varias casas malas y 1 igl. parr. (San Pedro), que comprende los anejos de Torrech y Boada; el curato es de primer ascenso, y lo sirve 1 rector y 1 vicario. Confina el térm. por N. con el de Villanueva de Mey á 3/4 leg.; E. con los pueblos de Montodo y Coimol 1; S. el de Boada 1/4, y O. el de Argentera igual dist.: dentro de su circunferencia existe la gran cueva de Labausa, que da nombre á la baronía asi llamada; y el arroyo denominado r. de Torrech, que nace en los montes de Montodo y Coimol, pasa bañando el térm. de este pueblo, y corriendo por su der., va á depositar su caudal en el r. Segre: el terreno es montuoso, árido y pedregoso, elevándose hacia el E. los montes de Llusas y Labausa, poblados de matorrales y algunos robles: los caminos de herradura y en mal estado, dirigen á los pueblos circunvecinos: el correo lo reciben los mismos interesados de la carretera de Villanueva de Meyá, enviando cada uno un espreso. prod.: centeno, cebada, patatas, judias, cáñamo, vino, aceite y hortalizas; cria ganado vacuno, lanar y cabrio; y caza de perdices, conejos y liebres. pobl.: 9 vec., 53 alm. cap. imp.: 50,151. contr.: el 14'48 por 100 de esta riqueza, advirtiendo que los datos que acabamos de fijar de pobl. y riqueza, son los de los pueblos que componen la baronía.
(Madoz, 1847, p. 512)

En 2022, la localidad, perteneciente al municipio de Vilanova de Meyá, tenía empadronados 16 habitantes.

## Patrimonio
En la localidad hay una iglesia bajo la advocación de San Pedro.